# Levometorfan
Levometorfan, vrsta psihoaktivne droge. Uvrštena je u Hrvatskoj na temelju Zakona o suzbijanju zlouporabe drogu na Popis droga, psihotropnih tvari i biljaka iz kojih se može dobiti droga te tvari koje se mogu uporabiti za izradu droga, pod Popis droga i biljaka iz kojih se može dobiti droga, pod Droge sukladno Popisu 1. Jedinstvene konvencije UN-a o drogama iz 1961. godine. Kemijsko ime je (−)-3-metoksi-N-metilmorfinan. U Odjeljku 1 hrvatskog zakona, uključuje se i izomere (osim onih izrijekom isključenih) droga navedenih u ovom odjeljku kad je god postojanje takvih izomera moguće u okviru navedenoga kemijskog imena; estere i etere (osim onih koji se pojavljuju u drugim odjeljcima) droga u ovom odjeljku kad je god njihovo postojanje moguće; soli droga navedenih u ovom odjeljku, uključujući soli estera, etera i izomera kako je prethodno navedeno, kad je god postojanje takvih soli moguće. U ovom slučaju dekstrometorfan (((+)-3-metoksi-N-metilmorfinan)) je izomer izrijekom isključen iz Odjeljka 1.